# Bendere Oboya
Bendere Oboya, född 17 april 2000, är en friidrottare från Australien. Hon deltog vid olympiska sommarspelen 2020.